# 야마구치 게이
야마구치 게이(일본어: 山口 慶, 1983년 6월 11일 ~ )는 일본의 전 축구 선수이다.

## 구단 경력
과거 나고야 그램퍼스, 제프 유나이티드 지바에서 활동하였다.

## 국가대표팀 경력
그는 2003년 FIFA 세계 청소년 축구 선수권 대회에 참가할 일본 U-20 국가대표팀에 발탁되었으며, 1경기에 출전, 8강 진출.